# Халиль (казанский хан)

Казанское ханство

Халиль Хан (тат. Xälil, Хәлил, خلیل‎; ум. 1467, Казань) — казанский хан (1465—1467), сын и преемник хана Махмуда.
Жена Нур-Султан. Умер бездетным.
Халиль был старшим сыном хана Махмуда и был первым казанским ханом, рождённым и воспитанным в Казани — ведь его предки были в зрелом возрасте, когда прибыли в Казань.

## Характер хана Халиля
Всего за год правления хан Халиль, слывший взрывным характером, успел поставить Казанское ханство перед угрозой сразу двух войн. Он порвал и яростно растоптал грамоту, присланную ему Иваном III, а также нагрубил ногайскому послу. Правда, отношения с ногайцами были восстановлены и закреплены женитьбой Халиля на Нурсалтан, дочери влиятельного ногайского бека Темира.
Нурсалтан приехала в Казань в 1466 году. В ту пору были распространены ранние браки, и девушке было всего лишь 15 лет, когда после пышной свадьбы она стала новой ханбике. Детей у Халиля и Нурсалтан не было — уже через год хан скоропостижно скончался, не успев оставить наследника.
После его смерти Нурсалтан вышла замуж за младшего брата Халиля — Ибрагима, который стал преемником хана Халиля. В те времена действовали согласно древнему тюркскому закону — после смерти брата его дети и жены становятся твоими жёнами и детьми (в значении опекунства).

## Смерть хана Халиля
Умер хан Халиль в 1467 году, пробыв у власти в Казанском ханстве всего год и оставив престол своему младшему брату Ибрагиму. По одной из версий, хан Халиль скончался в тюрьме, куда он попал в ходе вновь развернувшихся военных действий между Казанским ханством и Золотой Ордой.